# 3102 Krok
3102 Krok (1981 QA) là một tiểu hành tinh Amor được phát hiện ngày 21 tháng 8 năm 1981 bởi L. Brozek ở Klet.